# Amblyjoppa forticornis
Amblyjoppa forticornis là một loài tò vò trong họ Ichneumonidae.